# Nantong

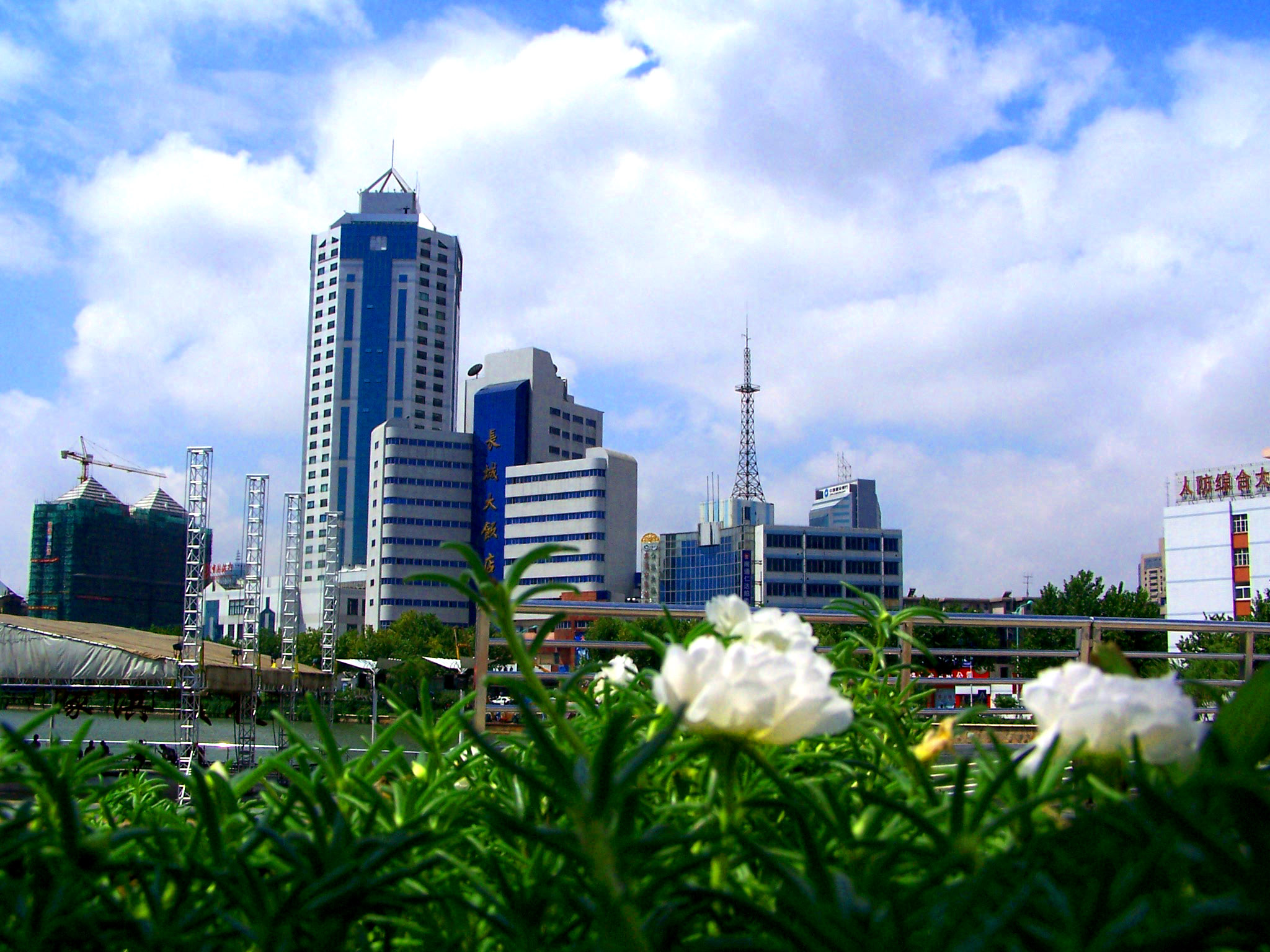
Vue de Nantong

Nantong (en chinois : 南通 ; pinyin : Nántōng) est une ville de la province du Jiangsu en Chine. La population totale de sa juridiction est de plus de 7,7 millions d'habitants. On y parle le dialecte spécifique de Nantong (le Nu tang wo) entre mandarin et wu, fort différent du mandarin et du wu. La ville possède un port et quelques zones industrielles dans le faubourg de Tangchiacha.

## Subdivisions administratives
La ville-préfecture de Nantong exerce sa juridiction sur huit subdivisions - deux districts, quatre villes-districts et deux xian :
- le district de Chongchuan - 崇川区 Chóngchuān Qū ;
- le district de Gangzha - 港闸区 Gǎngzhá Qū ;
- la ville de Haimen - 海门市 Hǎimén Shì ;
- la ville de Qidong - 启东市 Qǐdōng Shì ;
- la ville de Tongzhou - 通州市 Tōngzhōu Shì ;
- la ville de Rugao - 如皋市 Rúgāo Shì ;
- le xian de Rudong - 如东县 Rúdōng Xiàn ;
- le xian de Hai'an - 海安县 Hǎi'ān Xiàn.

## Transport
Le métro de Nantong a ouvert en novembre 2022.

## Jumelages
- Swansea (Royaume-Uni) depuis 1987
- Toyohashi (Japon) depuis 1987
- Izumi (Japon) depuis 1993
- Jersey City (États-Unis) depuis 1996
- Troisdorf (Allemagne) depuis 1997
- Gimje (Corée du Sud) depuis 1997
- Civitavecchia (Italie) depuis 1999
- Rimouski (Canada) depuis 2003

## Personnalités
- Lin Li (1970-), double championne olympique de natation.
- Ge fei (1975-), double championne olympique de badminton en double.
- Huang Xu (1979-), double champion olympique de gymnastique.